# カーモ
カーモ（伊: Camo）は、イタリア共和国ピエモンテ州クーネオ県サント・ステーファノ・ベルボにある分離集落（フラツィオーネ）。
かつては独立した自治体（コムーネ）であったが、2019年1月1日、近隣のサント・ステーファノ・ベルボと合併し、新自治体の一部となった。

## 地理

### 位置・広がり

#### 隣接コムーネ
コムーネとしてのカーモは、以下のコムーネと隣接していた。
- コッサーノ・ベルボ
- マンゴ
- サント・ステーファノ・ベルボ